# Erdnussallergene
Die Erdnussallergene (Ara h) sind Proteine, die in Erdnüssen (Arachis hypogaea) vorkommen und stark allergen beim Menschen wirken. Sie werden in etwa ein Dutzend Unterfamilien eingeteilt, die je nach Herkunft der Pflanze in unterschiedlichem Anteil in den Erdnüssen enthalten sind. Je nach Unterfamilie ergibt sich auch eine unterschiedliche Funktion der Proteine für die Pflanze, und eine jeweils andere Kreuzallergenität. Darüber hinaus sind Menschen mit unterschiedlicher Herkunft sowie differierender Allergiegeschichte jeweils verschieden empfindlich auf die Mitglieder dieser Unterfamilien.
Erdnussallergene werden nach Sequenzhomologie in die folgenden Familien eingeteilt:
- Ara h 1: 7S-Reserveproteine der Cupin-Superfamilie, darunter Arachin, Conarachin. Kreuzallergie zu Tomate (Vicillin, Lyc E), Lupine. Prototyp: UniProt B3IXL2.
- Ara h 2: 2S-Reserveproteine der Albumin-Superfamilie mit Trypsin-hemmender Aktivität. Prototyp: Conglutin-7, UniProt Q6PSU2.
- Ara h 3/4: 11S-Reserveproteine der Cupin-Superfamilie. Kreuzallergie zu Sojabohne (Glycinin). Prototyp: UniProt B5TYU1, Struktur: PDB 3C3V.
- Ara h 5: das Profilin der Erdnuss, UniProt Q9SQI9.
- Ara h 6/7: 2S-Reserveproteine der Albumin-Superfamilie mit Trypsin-hemmender Aktivität. Prototyp: Conglutin-8, UniProt A1DZE9.
- Ara h 8: Antimikrobielle PR-10-Proteine. Kreuzallergien: Hängebirke (Pollenallergen Bet V 1), allgemein Buchenartige Pflanzen. Prototyp: UniProt Q6VT83.
- Ara h 9: Mitglieder der Lipidtransfer-Protein-Superfamilie, daher Kreuzallergien zu Glaskräuter (Par j 1). Prototyp: UniProt B6CEX8.[4]
- Ara h 10/11, Ara h Oleosin: Mitglieder der fettspeichernden Oleosin-Superfamilie. Prototyp: UniProt Q6J1J8.
- Ara h Agglutinin: Galactose-bindende Lektine der Erdnuss. Prototyp: UniProt P02872.